# Chêne Briarée
Le chêne Briarée, ou simplement le Briarée et un temps bouquet de l'Empereur, est un ancien arbre remarquable situé dans la forêt de Fontainebleau, en France. Pluriséculaire, il est détruit lors d'une tempête en 1899.

## Situation et accès
L'arbre était situé au carrefour du Briarée, à l'intersection de la route et la petite route du Briarée, au Bas Bréau, au nord-ouest de la forêt de Fontainebleau et du territoire communal de Fontainebleau, non loin de Barbizon. Plus largement, il se trouvait dans le département de Seine-et-Marne, en région Île-de-France.

## Histoire
D'après les forestiers, le chêne Briarée aurait été, avant qu'il ne tombe, le plus vieux chêne de la forêt auquel « on attribuait près de huit cents ans d'âge » et qui remonterait donc au XIe siècle, information que reprend également Eugène Plouchart,. C'est un arbre qui est « bien connu des promeneurs » à la fin XIXe siècle. Le 4 juillet 1893, une tempête ravage une partie des futaies du Bas Bréau, une centaine de hêtres dont beaucoup sont avoisinants du carrefour du Briarée, de nombreux chênes et pins dans les gorges d'Apremont et les environs. Le Briarée est pourtant épargné par cet événement.

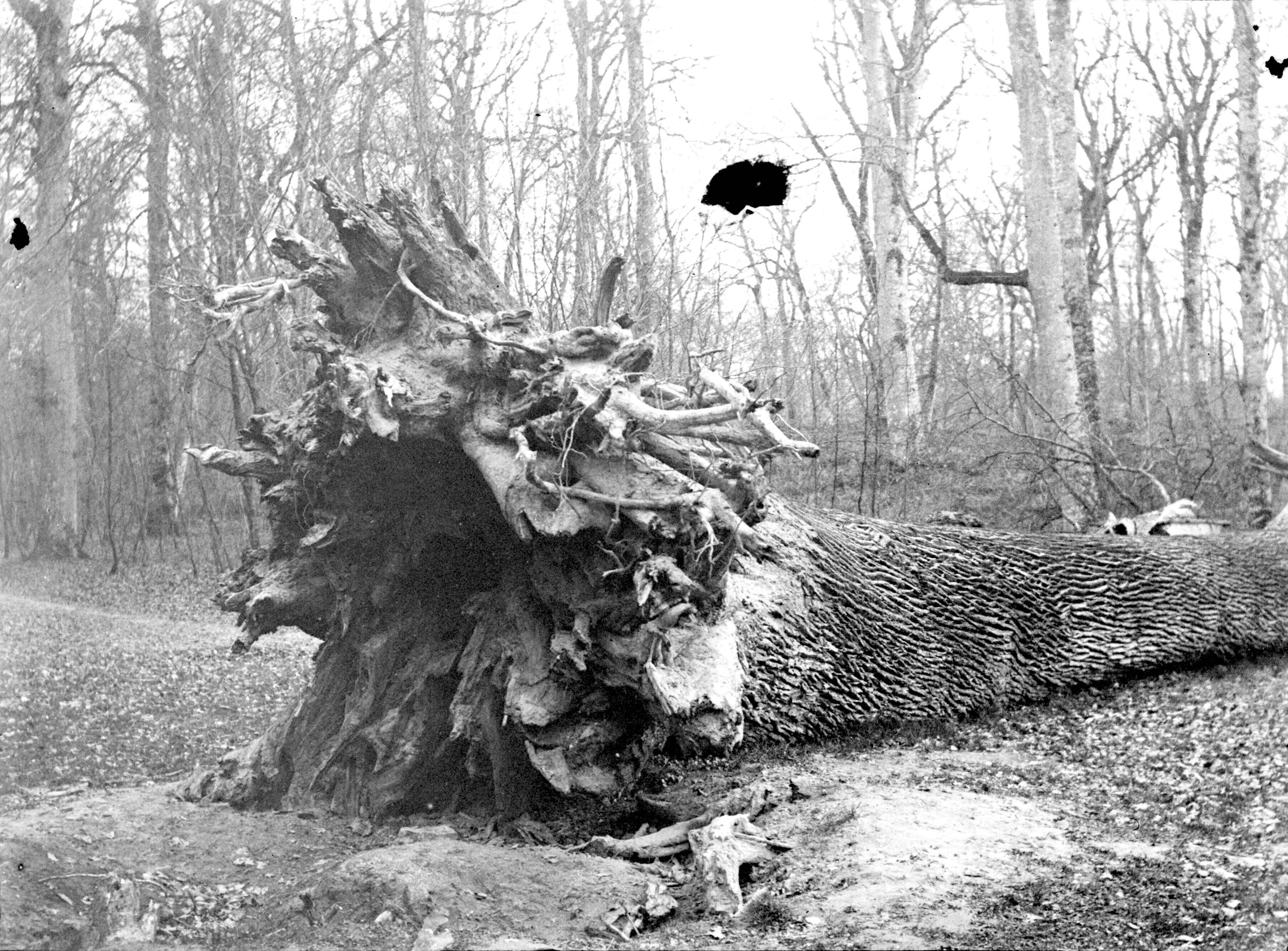
Le Briarée déraciné, photographié en avril 1899 par Eugène Trutat. Il est ici représenté comme un personnage.

Un autre épisode météorologique débute le 31 décembre 1898 quand un froid s'abat sur la région de Fontainebleau avec de la neige dans l'après-midi. Le lendemain, 1er janvier 1899, une averse neigeuse s'accompagne de rafales de vent « d'une violence extrême et comme il en souffle rarement » dans les environs, des conditions qui se poursuivent les jours suivants. Le peuplier grisard du parc du château, surnommé le Chandelier, haut de plus de 25 mètres est notamment abattu ; relativement peu de gros arbres sont abattus en forêt par le vent qui atteint surtout les chablis. Pourtant, cette dernière tempête a raison du Briarée qui est déraciné et se brise en tombant, entraînant, vers deux heures du matin, une secousse telle qu'elle aurait réveillé les habitants du Barbizon voisin,. Dans les jours qui suivent, de nombreuses personnes se rendent sur le lieu pour se rendre témoins de l'événement. Comme l'explique alors L'Abeille de Fontainebleau, « il s'est abattu de bizarre façon, la tête tournée vers Barbizon, et s'est coupé au ras du sol sans emmener avec lui les racines. Il s'est cassé du pied, mais la section est presque nette et la terre, tout autour du pied, n'est pas soulevée comme il arrive maintes fois. Le fût [...] s'est séparé dans le sens de la longueur ». Dans sa chute, le Briarée écrase par ailleurs un hêtre voisin qui croissait dans son ombre. Quant au chêne, son tronc gît dans sa clarière, tout de son long au milieu des fougères et des mousses.

## Structure
Sa circonférence est de 6,6 mètres à la base ou 6,3 mètres à hauteur d'homme,,. Il comprenait deux parties étroitement unies. Le journaliste Charles Frémine, qui se rend témoin du chêne abattu plusieurs mois après son déracinement, le décrit comme ayant été « le chêne le plus puissant du Bas Bréau et sans doute du bois tout entier », avec un « bois rougeâtre [qui] se montrait par endroits sous les lambeaux de sa rude écorce profondément cannelée ».